# Liverpool Tramways Company
De Liverpool Tramways Company (LTC) is in 1868 door een Act of Parliament opgericht. In 1869 reden de eerste 16 paardentrams door Liverpool. Na een elektrificatie en grootschalige uitbreiding tot een modern openbaarvervoersysteem werd de tram op 14 september 1957 opgeheven. De LTC is na de Tweede Wereldoorlog opgegaan in de Liverpool Corporation Passenger Transport (LCPT).

## Geschiedenis
In 1868 passeerde de Liverpool Street Tramways Act het Britse parlement en deze stelde de gemeenteraad van Liverpool in staat tramlijnen in haar stad aan te leggen. Het was de eerste Tramway Act in Groot-Brittannië. Op 1 november 1869 reed de eerste paardentram vanuit Dingle, een stadsdeel ten zuiden van het centrum van Liverpool. In 1875 bestond het net uit 97 kilometer exploitatielengte, er waren 2894 paarden en 207 rijtuigen in dienst. Nadien was er voor de LTC onder meer concurrentie van de Liverpool United Tramways & Omnibus Co. Ltd. Dit bedrijf werd in september 1897 opgekocht. Tussen 1898 en 1901 werd het tramnet geëlektrificeerd en de eerste elektrische tramlijn reed op 14 november 1898 vanaf Dingle (lijn 3). De Liverpool Tramway Transfer Act uit 1897 keurde de omzetting van paarden- naar elektrische tractie goed. De laatste paardentramlijn reed in 1902. De tram werd in Liverpool ingezet als visie voor zgn. ‘social engineering’ waarbij het plan was de overbevolkte stad die Liverpool toen was – met zeer slechte openbare nutsvoorzieningen – te ontlasten met het bouwen van ruime en moderne buitenwijken. Deze ‘Garden Cities’ werden met tramlijnen op vrije banen ontsloten en verbonden deze voorsteden met het centrum van Liverpool.
Vanaf het einde van de Eerste Wereldoorlog werden grote investeringen in het tramnet gedaan. Het netwerk werd vereenvoudigd en er kwamen vele nieuwe trams. Dit liep als een rode draad door tot en met de crisisjaren en hiermee ging de LTC tegen de trend in die in Groot-Brittannië gewoon was: het afbouwen en opheffen van de tramnetwerken. Tijdens de Tweede Wereldoorlog was Liverpool een van de grote centra waar de oorlogsindustrie een grote vlucht nam. De stad was bereikbaar voor Duitse bombardementsvluchten en dit veroorzaakte veel schade in de stad. De tram moest massa’s mensen naar en van hun werk brengen. De paradox was dat daardoor het materiaal enorm sleet en moeilijk onderhouden kon worden, er vele medewerkers aan het front vochten en de elektriciteitsvoorziening op rantsoen ging. Een van de redenen om opheffing van de tram in discussie te brengen was juist de grote investeringen die er gedaan moesten worden om na de oorlog qua dienstbetoon en materiële positie weer op een kwalitatief goed niveau te komen. In 1947 was er tot overmaat van ramp nog een brand in de Green Depot tramremise waarbij 10% van het trammaterieel in vlammen opging en moest worden afgeschreven.
In 1948 besloot de conservatieve burgemeester van Liverpool in een vlaag van verstandverbijstering het gehele tramnet te vervangen door een busbedrijf. Dit werd mogelijk doordat in de gemeenteraad over dit opheffingsvoorstel vanwege een gelijke stemming geen besluit kon worden genomen. De burgemeester moest daarom beslissen. Op dat moment had Liverpool een redelijk modern tramnet, 744 trams, vele kilometers vrije trambaan op een totaal net van 156 kilometer en van die 744 trams waren er 250 die nog pas 10 jaar oud waren. De opheffing werd ondanks 250.000 handtekeningen van burgers doorgezet. Al op 12 juni 1948 werden de tramlijnen 26 en 27 opgeheven, datzelfde jaar volgde lijn 3. Omgerekend naar prijsstelling in 2007 was het tramnet inclusief het materiaal, bovenleiding en elektriciteitsvoorziening toen 6 miljard Pond waard. Ondanks dat er op de vervangende lijnen meer bussen werden ingezet ging het totale vervoer per lijn met 30% omlaag. De laatste trams reden op 14 september 1957 op de lijnen 6A en 40.
Sinds de opheffing zijn er een aantal initiatieven geweest om weer trams en/of trolleybussen in Liverpool en de Merseyside in te voeren. Alleen het plan voor de Merseytram werd bij het Britse parlement ingebracht maar dit besloot hiervoor geen geld ter beschikking te stellen.

#### Lijnennet

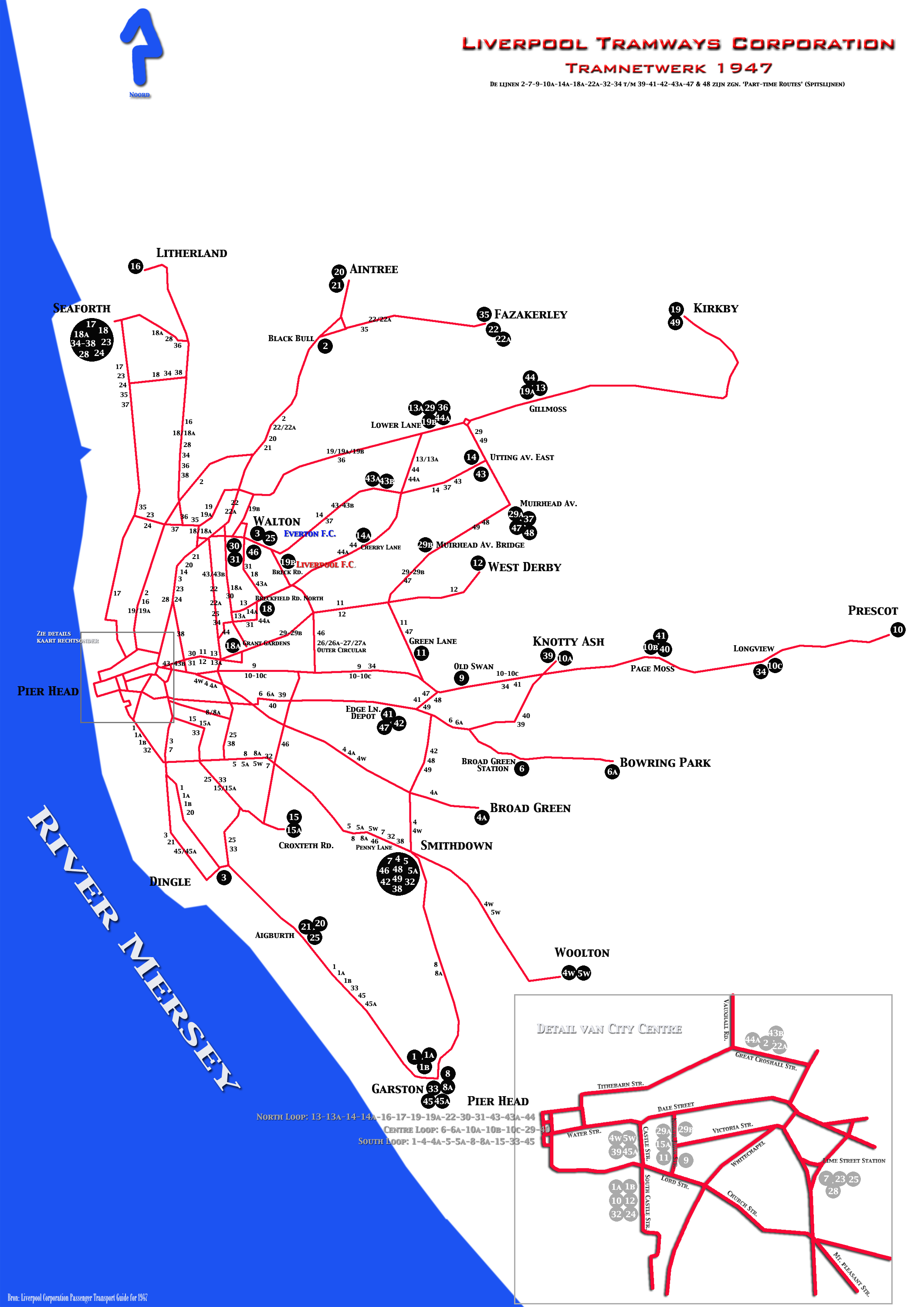
Weergave van het tramnet in Liverpool in 1947.

Het Liverpoolse tramnet was gericht op het centrale eindpunt Pier Head. Daar waren 3 grote eindpuntlussen aanwezig waar dagelijks duizenden ritten startten en eindigden. Er waren enkele doorgaande en halve ringlijnen: 3, 26/26A, 27/27A, 48/49, deze eindigden niet op Pier Head (in de buurt). Verder functioneerden er nog vele spitsuurtramlijnen die de havenarbeiders rechtstreeks van en naar huis reden. In tegenstelling tot de meeste andere Britse trambedrijven was het Liverpoolse meegegroeid met de vooroorlogse staduitbreidingen. In de jaren 1920 werden snelle verbindingen op dubbelsporige vrije banen naar voorsteden als Aintree, Kirkby, Prescot, Bowring Park, Woolton en Garston aangelegd.

## Rollend materieel
De eerste trams in Liverpool werden geïmporteerd uit Duitsland en hadden de bijnaam ‘Altona’s’ omdat ze in Altona (bij Hamburg) waren gebouwd. Het betrof 8 motorwagens en 18 aanhangwagens. Ze werden 400-415 genummerd. Snel daarop volgde ‘Ringbahn’ wagens die zo genoemd werden omdat ze een kopie waren van de Ringbahn-trams uit Keulen. Deze kregen de nummers 416-429. De daaropvolgende serie trams was in Philadelphia, bij de Brill-fabriek, gebouwd. Deze kregen de bijnaam ‘Philadelphia Cars’ en de nummers 432 tot 446. Het waren de eerste Liverpoolse trams op 2 draaistellen.
Na deze series werden in Liverpool alleen nog dubbeldektrams aangeschaft. ‘Bellamy Cars’ volgden in 1900 en ‘Priestly Bogie Cars’ daarop. Vanaf 1913 werden trams geïntroduceerd die vier trappen naar en van de bovenste etage hadden. Dit moest het in- en uitstappen aanzienlijk versnellen omdat 2 trappen voor omhoog waren aangewezen en de andere 2 voor naar beneden. Later werden ze toch teruggebouwd tot trams met aan beide kanten van de tram één trap. Serie 758-769 werden de ‘English Electric Bogie Cars’ verwijzend naar de bouwer (English Electric). Hiervan is tram 762 bewaard gebleven. Met de introductie van de ‘Robinson Cabin Cars’ (782-817) werd een gestroomlijnde moderne tram geïntroduceerd waarin de bestuurder een aparte cabine had. Dit ging wel ten koste van de in- en uitstapruimte zodat de daaropvolgende serie van ‘Marks Bogie Cars’, 1935/6, (818-867) weer niet zo’n cabine had. Deze wagens vielen op door hun ronde vormen en grote zijramen. Ze werden dan ook als ruim en licht ervaren. Met de introductie van de ‘Bogie Streamliner Cars’ werd de voor Britse begrippen meest moderne dubbeldekstram van de jaren 1930 in dienst gesteld. Het waren vierassige, gestroomlijnde trams op twee korte draaistellen met zeer sterke motoren. Hierdoor trokken ze snel op en konden op de vele vrije trambanen naar de uitbreidingswijken hoge snelheden halen. Ze reden door de sterke en goed afgesteld draaistellen ook bijzonder schokvrij. Nadeel van de sterke motoren was dat ze erg warm werden en er brand onder de tram kon ontstaan. In 1936 werd de serie 868-992 afgeleverd nog door een kleine serie 151-188 gevolgd in 1937. Tijdens de brand van 1947 in de Green Lane remise verloor de LTC 20 van deze wagens. In 1953 werden ondanks de aangekondigde opheffing van de tram, nog 146 van deze serie gereviseerd. Ook een nieuwe schilderbeurt hoorde hierbij. Tram 869 is bewaard gebleven en rijdt in het National Tramway Museum of Crich. Ze kregen de bijnaam ‘Green Goddesses’. 46 wagens werden in 1953/4 aan de Glasgow corporation tramways verkocht.
De laatste nieuwe tramserie waren zogenaamde ‘Baby Grands’ (201-300) die in 1937 werden gebouwd. Ze weken van de eerdere serie af doordat ze eenvoudiger gebouwd waren dan de ‘Green Goddesses’. De aankleding was wat minder luxe, ze hadden niet zulke sterke motoren, waren een meter korter en hadden een tweeassig draaistel. Deze trams werden op de binnenstadslijnen ingezet. Baby Grand 245 is bewaard gebleven en wordt door de Merseyside Tramway Preservation Society gerestaureerd.

## Merseytram
In 2002 ontwikkelde Merseytravel de herintroductie van de tram in Liverpool met een plan Merseytram genaamd. De eerste lijn, Line 1 genaamd, zou van het centrum van Liverpool naar de voorstad Kirkby lopen, ruwweg de route die de opgeheven tramlijn 19 ooit volgde. De bijna 20 kilometer lange tramlijn zou eerst 225 miljoen Engelse ponden gaan kosten maar in de loop van de tijd liep dit op naar 330 miljoen. Het plan werd slecht ontvangen omdat de plannenmakers meenden een tramlijn te moeten aanleggen die de afbraak van vele huizen met zich meebracht en het omkappen van vele 200 jaar oude bomen langs Muirhead Avenue. Andere oppositie organiseerde Merseytravel door de tramlijn parallel te laten lopen met enkele andere buslijnen waar al weinig vervoer liep. Uiteindelijk zou ook niet gaan eindigen bij een belangrijk spoorwegstation maar er 500 meter vanaf. Het plan voorzag er in dat het Britse Ministerie van Verkeer 170 miljoen pond zou bijleggen. De rest van het geld zou moeten worden gevonden door leningen en de privatisering van de (auto)toltunnels onder de Mersey. In de loop van de tijd breidde Merseytravel haar plan uit tot drie lijnen met een uiteindelijk kostenplaatje van 1 miljard pond. In 2004 startte de inspraakrondes voor de eerste lijn. De tweede lijn zou naar de wijk Prescot gaan lopen over de route van de vroegere tramlijn 10 en de derde lijn naar het John Lennon Airport via een route van de vroegere lijnen 1/1A naar het zuidoosten. Uiteindelijk nam de centrale regering de besluitvorming rond de plannen niet op de agenda en strandden de plannen.

## Museumtrams
De Merseyside Tramway Preservation Society (MTPS) is gevestigd aan de overkant van de stad Liverpool in de gemeente Wallasey, district Wirral. Ze plant daar een historische tramlijn, te bouwen in 3 fases, waarvan nu fase 1, een lijn van 2 kilometer, en een tramdepot operationeel zijn. De MTPC is opgericht in 1960 door de Liverpool University Public Transport Society die als doel had een Green Goddess voor het nageslacht te bewaren. In 1960 reden deze trams nog in Glasgow. Na de opheffing van dat trambedrijf kwam tram 869 in 1967 terug in Liverpool waar zij in een oude tramremise werd opgeslagen. Tot 1979 is er door vrijwilligers aan gewerkt deze tram weer rijvaardig te maken en te onderhouden waarna de tram naar het National Tramway Museum te Crich ging. Daar werd nog bijna een miljoen pond uitgegeven om de wagen in bruikbare staat te brengen. Dit gebeurde uiteindelijk in 1993, waarna zij als rijdende museumtram te bewonderen is.
De vrijwilligers van MTPS hadden ondertussen andere restauratieprojecten op zich genomen. In 30 jaar tijd werden 6 trams van de grond af herbouwd. Dit zijn de volgende trams:
- Liverpool nr.762: een tram uit een serie van 12, oorspronkelijk gebouwd in 1931/2.
- Liverpool nr.43: een tram die als paardentram rond 1880 is gebouwd.
- Tram nr.20 van het trambedrijf uit Birkenhead (Birkenhead Corporation Tramways), gebouwd in 1900.
- Tram 78 uit Wallasey (Wallasey Corporation Tramways), gebouwd in 1920 gebaseerd op een ontwerp uit 1890 met een open bovendek.
- Tram 2 uit Warrington wordt sinds 2004 gerestaureerd.
- Liverpools ‘Baby Grand’ nr.245 is in 2006 naar de MTPS gegaan om gerestaureerd te worden. Deze tram reed mee in de optocht ter ‘ere’ van de stillegging van het trambedrijf in Liverpool.

Daarnaast bezit het museum nog een kleine tweeassige tram uit Lissabon (nr.730) en een montagewagen voor de bovenleiding uit 1946.